# 白髭神社 (桐生市)
白髭神社（しらひげじんじゃ）は、群馬県桐生市堤町二丁目にある神社。旧村社。主祭神は天児屋根命。神木の白樫は桐生市指定天然記念物。

## 概要
桐生市街西部の丸山東麓に位置する。本宿村と堤村（現在の桐生市第八区）の鎮守で、境内に白髭集会所がある。境内に隣接して桐生市消防団第八分団がある。白髭神社鳥居前に宮前町通りの旧道と昭和通りが通じ、昭和通り以東が宮前町一丁目となっている。
主祭神は天児屋根命。相殿神は宇迦之御魂神、建御名方神、大物主神、菅原道真公、素戔嗚命、栲機千々姫命、伊弉冉命、倭建命、大雷神。例祭は4月上旬の日曜日、秋祭は10月上旬の日曜日に行われる。平成初期頃までは例祭は4月15日、秋祭は10月15日に行われていた。

## 歴史
社伝では元禄年間（1688年-1704年）の創立であるとしている。本町六丁目新居家文書によれば、元禄年間に本宿・堤両村の鎮守を現在地に移したとあり、白髭社そのものの創始は社伝によるものよりさらに古いと推定される。明治42年（1909年）11月、東山の稲荷神社、吾妻山の吾妻耶神社、小曾根雷電山の雷電神社を合祀。明治43年（1910年）2月、小曾根の琴平神社を合祀。大正2年（1913年）、神社合祀之碑を建立。昭和47年（1972年）11月7日、神木の白樫が桐生市の天然記念物に指定。

## 境内社
- 白滝神社
- 八坂神社
- 琴平神社